# Ein deutscher Boxer
Ein deutscher Boxer (Verweistitel: Charly Graf – Ein deutscher Boxer) ist ein vom NDR produzierter Dokumentarfilm von Eric Friedler (Redaktion: Patricia Schlesinger) über den deutschen Boxer Charles „Charly“ Graf. 
1951 wurde Charly Graf als Sohn eines amerikanischen Besatzungssoldaten und einer Deutschen geboren und wuchs in einer Mannheimer Baracken-Siedlung auf. Als er dann mit 17 Jahren Profi-Boxer wurde, nannte man ihn den „Schwarzen Bomber“. Allerdings rutschte Graf mehr und mehr in das Mannheimer Rotlicht-Milieu, so dass er wegen Glücksspiel, Zuhälterei und sogenannten „Rohheitsdelikten“ eine Haftstrafe in der JVA Stammheim verbüßen musste. Dort lernte er den ehemaligen RAF-Terroristen Peter-Jürgen Boock kennen. Diese ungewöhnliche Freundschaft zwischen Charly Graf und Peter-Jürgen Boock steht im Mittelpunkt des Dokumentarfilms. Der Film zeigt, wie zwei außergewöhnliche Persönlichkeiten voneinander lernen und wie Charly Graf durch diese Erfahrungen seinem Leben eine prägende Wendung gibt. 

## Inhalt und Hintergrund
Der Film beruht in erster Linie auf Gesprächen mit dem Hauptdarsteller Charly Graf und Peter-Jürgen Boock und vielen Zeitzeugen, die von Ausschnitten damaliger Sportsendungen und festgehaltener Ereignisse veranschaulicht werden. Aufgezeichnet wurde diese autobiografische Dokumentation an Originalschauplätzen, unter anderem in der JVA Stammheim.
Neben den beiden Protagonisten äußerten sich in der Dokumentation u. a. Angelo Dundee, Konstantin Wecker, Jean-Marcel Nartz, Ebby Thust und Wilfried Sauerland in Interviews.

## Auszeichnungen
Der Dokumentarfilm gewann 2013 den Grimme-Preis in der Kategorie „Information und Kultur“.